# 예페이청
예페이청(葉培城, 1960년 12월 14일~)은 기가바이트 테크놀로지의 창립자, CEO이며, 대만 묘율현 죽남진에서 태어나 명신과학기술대학교 전자과 (현 전기공학과)를 졸업하였다.

## 참고 문헌
- 비전 매거진 2000년 10월호: 성공은 고생에서 배우는 것
- 온라인》: 한 걸음 한 걸음 오늘의 기가를 이룩하다.
- 《중관촌 온라인》 기가예페이청: 짝퉁은 단지 브랜드로 전환될 뿐이며 착실해야 한다. 보관됨 2009-08-22 - 웨이백 머신